# Checkpoint Charlie

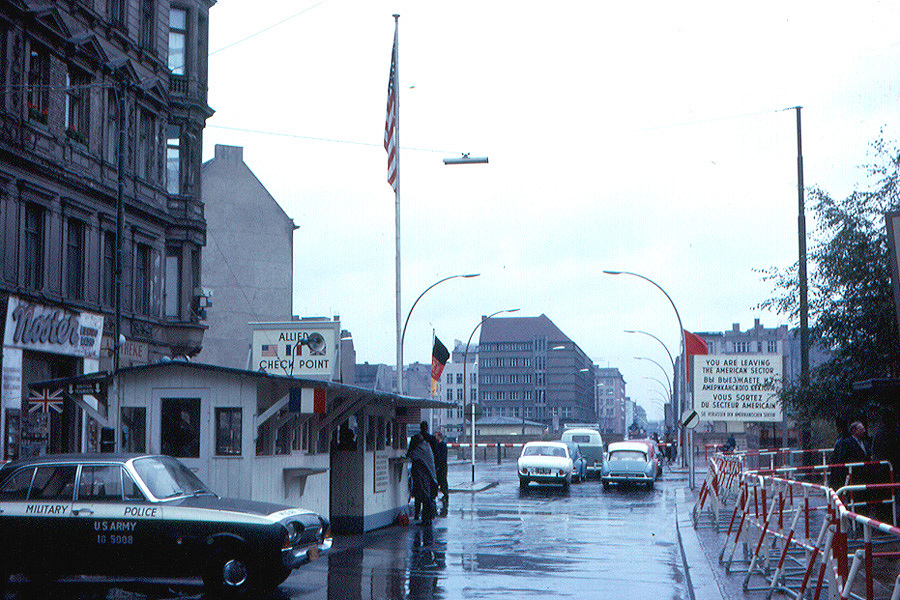
Checkpoint Charlie, partea americană, 1963

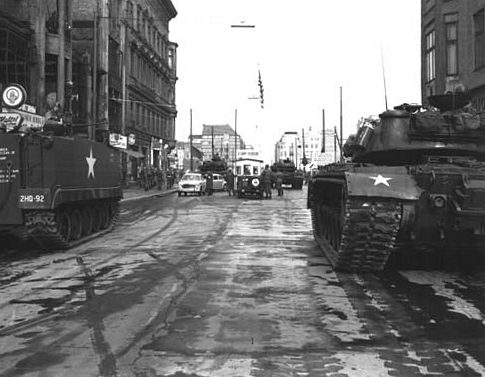
Tancuri americane înfruntând cele sovietice la Checkpoint C, în 27 octombrie 1961

Checkpoint Charlie (sau Checkpoint C) a fost un punct de frontieră și de control pe strada Friedrichstraße din Berlin, creat după ridicarea zidului Berlinului. 

## Istorie
În 1961 d.C., liderul Republicii Democrate Germane, Walter Ulbricht a manevrat în așa fel încât să obțină permisiunea de la Uniunea Sovietică pentru construirea Zidului Berlinului, pentru a opri emigrarea din Blocul Estic spre Vest, separând astfel orașul în Berlinul de Est și cel de Vest. Checkpoint C a devenit un simbol al Războiului Rece, reprezentând separarea estului și vestului european.
Deoarece acest punct de trecere a fost conceput pentru tranziția militarilor forțelor aliate, în octombrie 1961, la punctul de control Checkpoint Charlie/Friedrichstraße a avut loc așa-numita "confruntare a tancurilor". Transformat într-un simbol al confruntării între SUA și URSS, Checkpoint Charlie a devenit cel mai faimos punct de trecere al Berlinului. 
După prăbușirea Blocului Răsăritean în 1989, dar și a reunificării Germaniei, Muzeul Zidului Berlinului de la Checkpoint C este dedicat Războiului Rece, regimului totalitar al RDG-ului și încercărilor est-germanilor de a se refugia în RFG. În plus, Casa gărzilor americane de la Checkpoint Charlie a devenit atracție turistică, aflându-se la Muzeul Aliaților din cartierul Dahlem al Berlinului reunificat. 